# Блейкни, Эдвард
Сэр Эдвард Блейкни (англ. Edward Blakeney; 26 марта 1778, Ньюкасл-апон-Тайн, Нортамберленд — 2 августа 1868, Челси, Большой Лондон) — британский фельдмаршал (1862).

## Биография
Родился в 1778 году в семье полковника Уильяма Блейкни (ум. 1804) и его жены Сары, урожденной Шилдс. Эдвард был четвёртым сыном, поэтому не мог рассчитывать на крупное наследство, и в будущем должен был обеспечивать себя сам. Как и отец, он выбрал военную службу и в феврале 1794 года, пятнадцатилетним (за месяц до своего 16-летия), поступил корнетом в 8-й легкий драгунский полк. Вскоре он перевёлся из кавалерии в пехоту. В сентябре 1794 года Блейкни получил звание лейтенанта, служа в 121-м пехотном полку, а в декабре того же года был повышен до капитана, служа уже в 99-м пехотном. Он принимал участие в британской экспедиции в Голландскую Гвиану, причём попал в плен к каперам (пиратам). 
В 1798 году Блэкни находился на Сан-Доминго во время эвакуации войск с острова. По прибытии в Европу, он перешёл в 17-й пехотный полк, с которым участвовал в крайне неудачном Русско-английском вторжении в Голландию, и, в частности, в боях при Алкмаре и при Кастрикуме в 1799 году. 
В 1801 году он был повышен до майора, а в 1803 году перешёл в 47-й пехотный полк. В целом у Блейкни была репутация способного офицера, однако, большая часть боевых действий с его участием заканчивалась крупными неудачами. Ситуация изменилась в 1807 году, когда Блейкни принял участие в британском нападении на Копенгаген, где нападения британцев не ожидали, и за отличие, выказанное в ходе этой атаки, был произведён в подполковники в следующем году (1808).
В 1809 году он принял участие в захвате французской Мартиники, а затем несколько месяцев служил в Новой Шотландии (Британская Канада) в одном из гарнизонов. Однако, уже в 1810 году Блейкни покинул канадско-шотландское захолустье и оказался в Испании, где шла Пиренейская война.  В должности батальонного командира Блейкни сражался в составе армии герцога Веллингтона в битвах при Бусаку и при Альбуэре, где был тяжело ранен. 
Оправившись от раны, Блейкни командовал обоими наличными батальонами своего полка при осаде Сьюдад-Родриго в январе 1812 года и при осаде Бадахоса  в апреле того же года (где он был тяжело ранен в руку при штурме крепости). Затем Блейкни участвовал в триумфальной для британцев битве при Витории, осаде Памплоны, при Пиренеях и при Нивеле.   
В 1814 году Блейкни, за отличия, выказанные в Испании, был сделан кавалером орденом Бани. В том же году он женился на Мэри Гардинер, дочери полковника Гардинера, состоявшего на службе Британской Ост-индской компании. В этом браке не было детей.
Уже в следующем 1815 году он принимал участие в неудачном для британцев штурме Нового Орлеана в ходе Англо-американской войны 1812 года. 
Вернувшись в Европу, Блейкни опоздал принять участие в битве при Ватерлоо, однако в дальнейшем служил в британской оккупационной армии во Франции (вплоть до 1818 года). 
В 1825 году Блейкни был произведён в генерал-майоры и был отправлен в Португалию во главе пехотной бригады в составе британских экспедиционных сил генерала Клинтона, чтобы поддержать либерально настроенного престолонаследника Педру в противостоянии с его консервативным братом Мигелом в ходе Гражданской войны в Португалии.
Весной 1836 года Блейкни был назначен британским главнокомандующим в Ирландии и в том же году стал лордом-судьёй Ирландии. В 1838 году он был повышен до генерал-лейтенанта, в 1849 году стал кавалером Большого креста ордена Бани, в 1854 году был повышен до полного генерала и вышел в отставку в следующем году. 
В дальнейшем занимал целый ряд почётных должностей: был шефом сначала 7-го пехотного полка (полка Королевских фузилёров), а затем 1-го пехотного полка (полка Королевских шотландцев), вице-губернатором (с 1855) а затем губернатором (с 1856) Королевского госпиталя в Челси.
В 1862 году, находясь в отставке, был произведён в фельдмаршалы. 
Скончался в 1868 году в Королевском госпитале в Челси и был похоронен на кладбище Оук-Лейн в Твикнеме поблизости от своей усадьбы Ричмонд-хаус (усадьба не сохранилась).